# Medetera rhetheura
Medetera rhetheura är en tvåvingeart som beskrevs av Daniel J. Bickel 1987. Medetera rhetheura ingår i släktet Medetera och familjen styltflugor. Inga underarter finns listade i Catalogue of Life.